# Wojny polsko-litewskie (XIII-XIV wiek)
Wojny polsko-litewskie w XIII i XIV wieku – starcia zbrojne, które miały formę rabunkowych wypraw organizowanych przez litewskich książąt (kunigasów) na ziemie polskie. Celem tych wypraw nie było opanowanie terytorium, ale zagarnięcie jeńców i łupów. Wyprawy te powodowały niekiedy odwetowe akcje książąt polskich na terytorium Litwy. Walki te, choć przerwane przejściowym sojuszem Władysława Łokietka z Giedyminem, trwały w praktyce do roku 1385, gdy zawarto polsko-litewską unię w Krewie.

## Tło polityczne najazdów litewskich
Litwini byli jednym z ludów bałtyckich. Terytorium, które zamieszkiwali było ubogie i słabo zaludnione i z trudem mogło ich wyżywić. Z tej przyczyny rozwinęła się u nich skłonność do łupieżczej ekspansji, która miała na celu zdobycie środków do życia. Litewscy książęta organizowali łupieżcze wprawy na ziemie sąsiadów, podobnie jak ich bałtyccy pobratymcy Jaćwingowie, a nierzadko w sojuszu z nimi.
Początkowo Litwa były politycznie rozdrobniona. Zagrożenie ze strony zakonu krzyżackiego i zakonu kawalerów mieczowych wzmogły jednak tendencje unifikacyjne. W 1230 roku jeden z kunigasów, Mendog pokonał pozostałych książąt i zjednoczył pod swoim panowaniem ziemie litewskie. Za jego czasów księstwo rozpoczęło podbój położonych na południe księstw Rusi, które osłabione najazdami tatarskimi, stały się łatwym łupem Litwinów. Równocześnie Mendog i jego wodzowie rozpoczęli systematyczne najazdy na ziemie polskie, która była wówczas w fazie rozdrobnienia feudalnego. Poszczególne dzielnice rządzone były przez odrębnych, często skłóconych ze sobą książąt, co utrudniało organizowanie skutecznej obrony.
Jednocześnie najazdy na ziemie polskie miały innych charakter niż ukierunkowane na podbój wyprawy na Ruś. Ich celem było zdobycie łupów a przede wszystkim brańców, których osadzano na Litwie. Brańców uprowadzano całymi rodzinami, pędzono na Litwę i osadzano na roli. W ten sposób zaludniano obszary w dorzeczu Niemna, Wilii i Niewiąży. Na łupach z Polski i zdobyczach terytorialnych na Rusi, Mendog zbudował rozległe państwo litewskie. Najazdy były też wynikiem inicjatywy niektórych książąt mazowieckich lub kujawskich (Konrad Mazowiecki, Kazimierz I kujawski), którzy wykorzystywali Litwinów w walce ze swoimi piastowskimi krewnymi. 
W latach 1200–1263 wojska Mendoga najechały Polskę blisko czternaście razy. Podczas jednego z najazdów poległ mazowiecki książę Siemowit I.
Politykę najazdów kontynuowali następcy Mendoga. Jeden z nich Trojden, rozwinął cały system zasiedlania Litwy brańcami z ziem ruskich i Polski. Jego zagony docierały aż pod okolice Łęczycy i Kalisza. Jeden z synów Siemowita, Bolesław II płocki chcąc zabezpieczyć swą dzielnicę, zawarł z Trojdenem sojusz, który umocnił poślubiając jego córkę Gaudemundę.
W 1282 roku książę krakowski Leszek Czarny rozbił najazd litewski w bitwie pod Rowinami, co na pewien czas ukróciło najazdy.
Na początku XIV wieku, Władysław I Łokietek zjednoczył część ziem polskich. Wspólne zagrożenie ze strony zakonu krzyżackiego skłoniło go do zawarcia w 1325 roku sojuszu z litewskim księciem Giedyminem. Przymierze zostało wzmocnione małżeństwem następcy Władysława, Kazimierza, późniejszego króla z córką wielkiego księcia, Aldoną.
Latem roku 1337 rycerstwo mazowieckie rozbiło w bitwie pod Pułtuskiem przeprawiające się przez Narew wojska litewskie.
Za czasów Kazimierza Wielkiego walki na wschodzie rozgorzały ponownie, gdyż obie strony dążyły do zajęcia Ruś Halicko-Włodzimierską. Wojna o księstwo toczona z przerwami w latach 1340–1366 zakończyła się podziałem jego terenów.
Po śmierci Kazimierza Wielkiego, w 1370 Litwini zaatakowali i zajęli księstwa: włodzimierskie, bełskie i chełmskie. Był to ostatni większy najazd litewski. W roku 1377 król Ludwik Węgierski zorganizował odwetową zwycięską wyprawę, odzyskując utracone ziemie.
Za czasów Jadwigi rozpoczęły się rozmowy przedstawicieli Polski z księciem litewskim Jagiełłą na temat unii polsko-litewskiej, w związku z zagrożeniem dla obu krajów ze strony Krzyżaków. W 1385 roku zawarto unię w Krewie. Układ przewidywał małżeństwo wielkiego księcia litewskiego Jagiełły z Jadwigą oraz objęcie przez niego polskiego tronu, w zamian za co wielki książę zobowiązywał się przyjąć chrzest i schrystianizować Litwę. Jednym z warunków układu był powrót do Królestwa brańców uprowadzonych przez Litwinów i przymusowo osadzonych na ziemiach Wielkiego Księstwa.
Unia zakończyła łupieżcze wyprawy litewskie na ziemie polskie. Ostatnia w średniowieczu wojna z Litwą miała miejsce jeszcze w 1431 roku – wojna łucka i była wstępem do litewskiej wojny domowej.

## Wpływ najazdów na gospodarkę i demografię
Skutkiem najazdów litewskich było wyludnienie znacznych obszarów kraju. W okolicach Wiślicy, za czasów Kazimierza Wielkiego mieszkało trzydziestu ludzi na kilometr kwadratowy, w sandomierskim dwudziestu dwóch, a na Wyżynie Lubelskiej – średnio jeden człowiek. Oznaczyło to, że granica gęstego zaludnienia była Wisłą. Tereny wschodnie wskutek najazdów litewskich były bardziej wyludnione od zachodnich. Litwini choć nie mogli zagrozić politycznemu bytowi Polski, to jednak porywając tysiącami mieszkańców jej wschodnich ziem i uprowadzając ich na Litwę, uniemożliwiali gospodarczy rozwój tych ziem oraz powodowali wiele ludzkich tragedii.
Nie wiadomo dokładnie, ilu ludzi uprowadzono przez blisko dwa wieki walk. Ówcześni kronikarze wymieniają bardzo wielkie liczby, które jednak trudno zweryfikować. Wiadomo, że księżniczka litewska Aldona, wydana za Kazimierza Wielkiego, otrzymała jako wiano cztery tysiące uwolnionych brańców. Szacuje się, że w przededniu unii w Krewie mogło na terenie Litwy przebywać do czterdziestu tysięcy Polaków. Jest to procent znaczny, zważywszy, ze cała ludność Litwy właściwej liczyła dwieście tysięcy ludzi (pozostałe osiemset tysięcy byli to Rusini z podbitych ziem).

## Ważniejsze najazdy
- 1238 - najazd Mendoga i księcia nowogrodzkiego Izjasława na Mazowsze[3]
- 1246 - Konrad Mazowiecki, Mieszko opolski i wynajęci Litwini najechali na Sandomierszczyznę, gdzie pokonali wojska Bolesława Wstydliwego w bitwie pod Zaryszowem[3].
- 1250 – najazd na lubelskie
- 1258 – najazd Trojanta z inicjatywy księcia Kazimierza I kujawskiego, podczas którego spustoszono okolice Czerwińska i zdobyto gród Orszymów[12][3].
- 1260 – najazd litewski na Płock[3]
- 1262 – najazd Trojnata i Rusinów na Mazowsze - podczas najazdu miało miejsce oblężenie Jazdowa, ścięcie przez Swarna księcia Siemowita I, porwanie Konrada II, atak na Ziemię chełmińską i Pomezanię[12][5].
- 1265 - odwetowy najazd Litwinów i Rusinów na Małopolskę Bolesława Wstydliwego[3]
- 1266 - najazd Litwinów i Prusów na ziemię płocką
- 1269 – najazd na Kujawy przeciwko Siemomysłowi
- 1277 – najazd Trojdena na ziemię łęczycką
- 1282 – wspólny jaćwiesko-litewski najazd na ziemię lubelską (zwycięstwo Leszka Czarnego w bitwie nad Narwią)[13]
- 1282 – najazd na ziemię sandomierską (zwycięstwo Leszka Czarnego w bitwie pod Rowinami)
- 1284 - najazd na ziemię czerską
- 1286 – najazd na Mazowsze i zniszczenie Sochaczewa
- 1287 – najazd na ziemię dobrzyńską[14]
- 1290 - najazd Jesbuty (Sesbuty) na Kujawy[3]
- 1292 - najazd Witenesa na Brześć Kujawski[3]
- 1294 – najazd Witenesa na ziemię łęczycką, gdzie spalili kolegiatę w Tumie (bitwa pod Trojanowem, śmierć Kazimierza II łęczyckiego)
- 1302 – najazd na ziemię sandomierską[15].
- 1305–1306 – najazdy na ziemię sieradzką i ziemię kaliską
- 1323 – najazd Giedymina na ziemię dobrzyńską na prośbę jego zięcia księcia płockiego Wańki
- 1324 czerwiec – najazd Giedymina ma mazowieckie księstwo Trojdena I
- 1324 listopad – na rozkaz Giedymina najazd Dawida Grodzieńskiego na mazowieckie księstwo Siemowita II (zniszczenie Pułtuska)
- 1336 – najazd na Mazowsze
- 1337 – najazd na Mazowsze (zwycięstwo rycerstwa mazowieckiego pod Pułtuskiem)
- 1340–1392 – wojna o księstwo halicko-włodzimierskie
  - 1350 – bitwa pod Żukowem
  - 1368 – najazd na Mazowsze
  - 1370 – najazd na księstwa: włodzimierskie, bełskie i chełmskie
  - 1376 – najazd na Małopolskę

## Najazdy w kulturze
- XIX-wieczny folklorysta i etnograf Oskar Kolberg, w swoim zbiorze polskich przysłów i zwrotów przysłowiowych wymienia zwrot Litewska napaść oznaczający zdradziecką i niespodziewaną napaść[16].
- Najazdy litewskie stanowią treść ballady Adama Mickiewicza Trzech Budrysów.